# Bunkazai Bōka Day

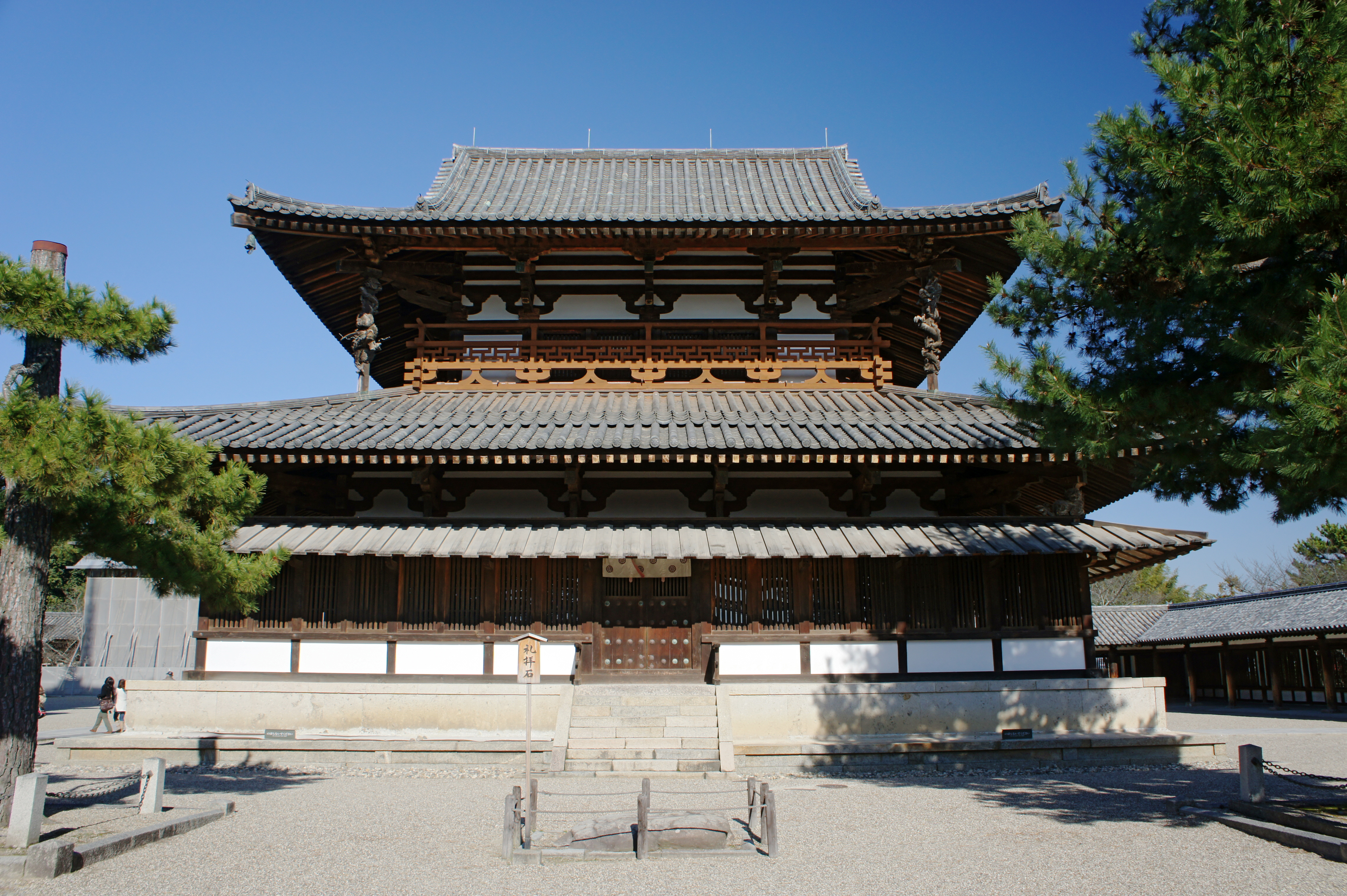
Haupthalle Hōryū-ji

Der Bunkazai Bōka Day (jap. 文化財防火デー, ~ Dē, dt. „Tag des Brandschutzes für Kulturgüter“) ist ein japanischer Gedenktag, der alljährlich am 26. Januar stattfindet. Der Gedenktag verfolgt zwei Ziele: zum einen den Schutz von Kulturgütern im Katastrophenfall, also bei Feuersbrünsten, Erdbeben usf. und zum anderen das Bewusstsein für den Denkmalschutz in der japanischen Bevölkerung zu befördern. Er wurde 1955 vom „Komitee zum Schutz von Kulturgütern“ (文化財保護委員会, bunkazai hogo iinkai, heute: Bunka-chō) und der „staatlichen Zentrale für Brandschutz“ (国家消防本部, kokka shōbō honbu, heute: Shōbō-chō, Fire and Disaster Management Agency, FDMA) eingerichtet.

## Hintergrund
Am 26. Januar 1949 brach in der Haupthalle des weltweit ältesten Holzbauwerks, dem Hōryū-ji, ein Feuer aus, durch das ein großer Teil der wertvollen Wandgemälde aus der Asuka-Zeit im Tempelinneren unwiederbringlich zerstört wurde. Der Brand des Hōryū-ji, der jahrhundertelang Naturkatastrophen getrotzt und der unbeschadet den Zweiten Weltkrieg überstanden hatte, fand nicht nur in der japanischen Presse und Öffentlichkeit großen Widerhall; auch die ausländische Presse, wie die japanische Zweigstelle der London Times berichteten von diesem Unglück und beklagten vorwurfsvoll den miserablen Umgang mit solchen Kostbarkeiten, in dessen Folge es zum Verlust dieses Kulturgut gekommen sei.
Darüber hinaus brannten im Februar des gleichen Jahres in der Präfektur Ehime drei Tsutsui-Tore (筒井門) der Burg Matsuyama, im Juni zwei Haupttürme der Burg Matsumae in Sapporo nieder. 1949 wurden somit innerhalb eines halben Jahres drei Kulturschätze durch Brände zerstört. Diese Vorfälle waren u. a. Anlass für den Erlass des Kulturgutschutzgesetzes von 1950.
1955 wurde eine Verwaltung zum Schutze von Kulturgütern eingerichtet, deren Ausschuss gemeinsam mit der Zentrale für Brandschutz den Gedenktag ins Leben rief. Das Datum, das augenscheinlich mit dem Brand des Hōryū-ji in Verbindung steht, ist darüber hinaus auch der Tatsache geschuldet, dass in der Winterzeit die meisten Brände ausbrechen. Seither werden alljährlich an diesem Tag unter Mitwirkung des Bunka-chō, der Feuerwehrbehörde, des Bildungsausschusses und der Eigentümer von Kulturgütern landesweit Feuerlöschübungen und Maßnahmen zu Brandbekämpfung durchgeführt. Darüber hinaus wird durch staatliche Fördermittel in Bauwerken, die als Nationalschatz deklariert sind, die Installation von Feuermeldern und Sprinkleranlagen befördert. Bis 2008 war kein Nationalschatz mehr in Brand geraten. Bis 2004, nominell dem 50. Jahrestag des  „Brandschutztages“ wurden 54 Gruppen mit der  „Auszeichnung für Verdienste um den Brandschutz von Kulturgütern“ (文化財防火功労賞, bunkazai bōka kōrōshō) geehrt.